# Sindaci di Reggio Emilia
Di seguito l'elenco cronologico dei sindaci di Reggio Emilia e delle altre figure apicali equivalenti che si sono succedute nel corso della storia.

## Regno d'Italia (1859-1946)
| Sindaci nominati dal governo (1860-1889)                   | Sindaci nominati dal governo (1860-1889)       | Sindaci nominati dal governo (1860-1889) | Sindaci nominati dal governo (1860-1889) | Sindaci nominati dal governo (1860-1889) | Sindaci nominati dal governo (1860-1889) | Sindaci nominati dal governo (1860-1889) |
| Nominativo                                                 | Nominativo                                     | Partito                                  | Partito                                  | Mandato                                  | Mandato                                  | Nomina                                   |
| Nominativo                                                 | Nominativo                                     | Partito                                  | Partito                                  | Inizio                                   | Fine                                     | Nomina                                   |
| ---------------------------------------------------------- | ---------------------------------------------- | ---------------------------------------- | ---------------------------------------- | ---------------------------------------- | ---------------------------------------- | ---------------------------------------- |
|                                                            | Luigi Ancini                                   | –                                        | –                                        | 25 settembre 1859                        | 11 novembre 1860                         | –                                        |
|                                                            | Pietro Manodori                                | –                                        | –                                        | 11 novembre 1860                         | 13 luglio 1872                           | –                                        |
|                                                            | Gian Battista Gorisi (prosindaco)              | –                                        | –                                        | 13 luglio 1872                           | 30 novembre 1873                         | –                                        |
|                                                            | Gian Francesco Gherardini                      |                                          | Destra storica                           | 30 novembre 1873                         | 4 gennaio 1881                           | –                                        |
|                                                            | Giovanni Guidotti                              | –                                        | –                                        | 4 gennaio 1881                           | 28 agosto 1881                           | –                                        |
|                                                            | Carlo Morandi                                  | –                                        | –                                        | 28 agosto 1881                           | 13 gennaio 1884                          | –                                        |
|                                                            | Francesco Gorisi                               | –                                        | –                                        | 13 gennaio 1884                          | 8 ottobre 1886                           | –                                        |
| Sindaci eletti dal Consiglio comunale (1889-1926)          |                                                |                                          |                                          |                                          |                                          |                                          |
| Nominativo                                                 | Nominativo                                     | Partito                                  | Partito                                  | Mandato                                  | Mandato                                  | Elezione                                 |
| Nominativo                                                 | Nominativo                                     | Partito                                  | Partito                                  | Inizio                                   | Fine                                     | Elezione                                 |
|                                                            | Giusto Fulloni (prosindaco)                    | –                                        | –                                        | 5 agosto 1890                            | 18 settembre 1890                        | –                                        |
| Giusto Fulloni                                             | 18 settembre 1890                              | –                                        | –                                        | 13 luglio 1891                           |                                          | –                                        |
|                                                            | Giovanni Manodori                              | –                                        | –                                        | 27 ottobre 1891                          | 28 giugno 1892                           | –                                        |
|                                                            | Antonio Davoli (prosindaco)                    | –                                        | –                                        | 28 giugno 1892                           | 26 ottobre 1892                          | –                                        |
| Antonio Davoli                                             | 26 ottobre 1892                                | –                                        | –                                        | 4 luglio 1895                            |                                          | –                                        |
|                                                            | Igino Bacchi Andreoli                          | –                                        | –                                        | 4 luglio 1895                            | 4 luglio 1898                            | –                                        |
|                                                            | Pietro Spallanzani (prosindaco)                | –                                        | –                                        | 4 luglio 1898                            | 2 settembre 1898                         | –                                        |
|                                                            | Federico Calvi di Coenzo                       | –                                        | –                                        | 2 settembre 1898                         | 22 luglio 1899                           | –                                        |
|                                                            | Tommaso Saracchi (prosindaco)                  | –                                        | –                                        | 22 luglio 1899                           | 25 agosto 1899                           | –                                        |
|                                                            | Alberto Borciani                               |                                          | Partito Socialista Italiano              | 9 dicembre 1899                          | 6 luglio 1900                            | Elezione 1899                            |
| Alberto Borciani (prosindaco)                              | 6 luglio 1900                                  | 7 dicembre 1900                          | Partito Socialista Italiano              |                                          |                                          | Elezione 1899                            |
|                                                            | Gaetano Chierici                               |                                          | Partito Socialista Italiano              | 7 dicembre 1900                          | 26 luglio 1901                           | Elezione 1899                            |
|                                                            | Luigi Roversi                                  |                                          | Partito Socialista Italiano              | 6 dicembre 1902                          | 9 febbraio 1905                          | Elezione 1899                            |
|                                                            | Giusto Fulloni                                 | –                                        | –                                        | 17 luglio 1905                           | 28 settembre 1906                        | Elezione 1905                            |
|                                                            | Camillo Rossi                                  | –                                        | –                                        | 3 ottobre 1906                           | 23 luglio 1907                           | Elezione 1905                            |
|                                                            | Luigi Reverberi (prosindaco)                   | –                                        | –                                        | 23 luglio 1907                           | 15 settembre 1907                        | Elezione 1905                            |
|                                                            | Luigi Roversi                                  |                                          | Partito Socialista Italiano              | 28 dicembre 1907                         | 16 febbraio 1917                         | Elezione 1907                            |
|                                                            | Giorgio Palazzi Trivelli (prosindaco)          |                                          | Partito Socialista Italiano              | 16 febbraio 1917                         | 13 novembre 1920                         | –                                        |
| Giorgio Palazzi Trivelli                                   | 13 novembre 1920                               | 31 maggio 1921                           | Partito Socialista Italiano              | Elezione 1920                            |                                          |                                          |
|                                                            | Oreste Scamoni (commissario prefettizio)       | –                                        | –                                        | 31 maggio 1921                           | 25 novembre 1922                         | –                                        |
|                                                            | Pietro Petrazzani                              | –                                        | –                                        | 25 novembre 1922                         | 20 aprile 1925                           | –                                        |
| Pietro Petrazzani (commissario prefettizio)                | 20 aprile 1925                                 | –                                        | –                                        | 20 maggio 1925                           |                                          | –                                        |
|                                                            | Giuseppe Menada                                |                                          | Partito Nazionale Fascista               | 20 maggio 1925                           | 23 dicembre 1926                         | –                                        |
| Podestà nominati dal governo (1926-1945)                   |                                                |                                          |                                          |                                          |                                          |                                          |
| Nominativo                                                 | Nominativo                                     | Partito                                  | Partito                                  | Mandato                                  | Mandato                                  | Nomina                                   |
| Nominativo                                                 | Nominativo                                     | Partito                                  | Partito                                  | Inizio                                   | Fine                                     | Nomina                                   |
|                                                            | Giuseppe Menada                                |                                          | Partito Nazionale Fascista               | 23 dicembre 1926                         | 20 giugno 1929                           | –                                        |
|                                                            | Annibale Fergola (commissario prefettizio)     |                                          | Partito Nazionale Fascista               | 20 giugno 1929                           | 13 marzo 1930                            | –                                        |
|                                                            | Gian Augusto Vitelli (commissario prefettizio) |                                          | Partito Nazionale Fascista               | 13 marzo 1930                            | 30 giugno 1931                           | –                                        |
|                                                            | Adelmo Borettini                               |                                          | Partito Nazionale Fascista               | 30 giugno 1931                           | 25 novembre 1937                         | –                                        |
|                                                            | Alberto Ramusani                               |                                          | Partito Nazionale Fascista               | 25 novembre 1937                         | 15 marzo 1942                            | –                                        |
|                                                            | Celestino Carpi (commissario prefettizio)      |                                          | Partito Nazionale Fascista               | 15 marzo 1942                            | 17 agosto 1942                           | –                                        |
|                                                            | Domenico Morelli (commissario prefettizio)     |                                          | Partito Nazionale Fascista               | 17 agosto 1942                           | 12 ottobre 1942                          | –                                        |
|                                                            | Celio Rabotti (commissario prefettizio)        |                                          | Partito Nazionale Fascista               | 12 ottobre 1942                          | 20 novembre 1942                         | –                                        |
| Celio Rabotti                                              | 20 novembre 1942                               | 3 agosto 1943                            | Partito Nazionale Fascista               |                                          |                                          | –                                        |
|                                                            | Domenico Pellizzi (commissario prefettizio)    |                                          | Partito Nazionale Fascista               | 3 agosto 1943                            | 27 settembre 1943                        | –                                        |
|                                                            | Celio Rabotti (commissario prefettizio)        |                                          | Partito Nazionale Fascista               | 27 settembre 1943                        | 23 marzo 1945                            | –                                        |
|                                                            | Prospero Miselli (commissario prefettizio)     |                                          | Partito Fascista Repubblicano            | 23 marzo 1945                            | 24 aprile 1945                           | –                                        |
| Sindaci del periodo costituzionale transitorio (1945-1946) |                                                |                                          |                                          |                                          |                                          |                                          |
| Nominativo                                                 | Nominativo                                     | Partito                                  | Partito                                  | Mandato                                  | Mandato                                  | Nomina                                   |
| Nominativo                                                 | Nominativo                                     | Partito                                  | Partito                                  | Inizio                                   | Fine                                     | Nomina                                   |
|                                                            | Cesare Campioli                                |                                          | Partito Comunista Italiano               | 24 aprile 1945                           | 1946                                     | –                                        |

## Repubblica Italiana (dal 1946)
| Sindaci eletti dal Consiglio comunale (1946-1995)    | Sindaci eletti dal Consiglio comunale (1946-1995) | Sindaci eletti dal Consiglio comunale (1946-1995) | Sindaci eletti dal Consiglio comunale (1946-1995)              | Sindaci eletti dal Consiglio comunale (1946-1995)                 | Sindaci eletti dal Consiglio comunale (1946-1995) | Sindaci eletti dal Consiglio comunale (1946-1995) | Sindaci eletti dal Consiglio comunale (1946-1995) | Sindaci eletti dal Consiglio comunale (1946-1995) |
| Nominativo                                           | Nominativo                                        | Partito                                           | Partito                                                        | Giunta                                                            | Giunta                                            | Mandato                                           | Mandato                                           | Elezione                                          |
| Nominativo                                           | Nominativo                                        | Partito                                           | Partito                                                        | Giunta                                                            | Giunta                                            | Inizio                                            | Fine                                              | Elezione                                          |
| ---------------------------------------------------- | ------------------------------------------------- | ------------------------------------------------- | -------------------------------------------------------------- | ----------------------------------------------------------------- | ------------------------------------------------- | ------------------------------------------------- | ------------------------------------------------- | ------------------------------------------------- |
|                                                      | Cesare Campioli                                   |                                                   | Partito Comunista Italiano                                     |                                                                   | PCI-PSI                                           | 1946                                              | 1951                                              | Elezione 1946                                     |
|                                                      | Cesare Campioli                                   | PCI-PSI                                           | Partito Comunista Italiano                                     | 1951                                                              | 1956                                              | Elezione 1951                                     |                                                   |                                                   |
|                                                      | Cesare Campioli                                   | PCI-PSI                                           | Partito Comunista Italiano                                     | 1956                                                              | 1960                                              | Elezione 1956                                     |                                                   |                                                   |
|                                                      | Cesare Campioli                                   | PCI-PSI                                           | Partito Comunista Italiano                                     | 1960                                                              | 17 maggio 1962                                    | Elezione 1960                                     |                                                   |                                                   |
|                                                      | Renzo Bonazzi                                     | PCI-PSI                                           |                                                                | Partito Comunista Italiano                                        | 17 maggio 1962                                    | Elezione 1960                                     | 1964                                              |                                                   |
|                                                      | Renzo Bonazzi                                     | PCI-PSI                                           | 1964                                                           | Partito Comunista Italiano                                        | 1970                                              | Elezione 1964                                     |                                                   |                                                   |
|                                                      | Renzo Bonazzi                                     | PCI-PSI                                           | 1970                                                           | Partito Comunista Italiano                                        | 1975                                              | Elezione 1970                                     |                                                   |                                                   |
|                                                      | Renzo Bonazzi                                     | PCI                                               | 1975                                                           | Partito Comunista Italiano                                        | 12 maggio 1976                                    | Elezione 1975                                     |                                                   |                                                   |
|                                                      | Ugo Benassi                                       | PCI                                               |                                                                | Partito Comunista Italiano                                        | 12 maggio 1976                                    | Elezione 1975                                     | 1980                                              |                                                   |
|                                                      | Ugo Benassi                                       | PCI                                               | 1980                                                           | Partito Comunista Italiano                                        | 1985                                              | Elezione 1980                                     |                                                   |                                                   |
|                                                      | Ugo Benassi                                       | PCI                                               | 1985                                                           | Partito Comunista Italiano                                        | 19 febbraio 1987                                  | Elezione 1985                                     |                                                   |                                                   |
|                                                      | Giulio Fantuzzi                                   | PCI                                               |                                                                | Partito Comunista Italiano                                        | 19 febbraio 1987                                  | Elezione 1985                                     | 1990                                              |                                                   |
|                                                      | Giulio Fantuzzi                                   | PCI-PSI                                           | 1990                                                           | Partito Comunista Italiano                                        | 14 giugno 1991                                    | Elezione 1990                                     |                                                   |                                                   |
|                                                      | Antonella Spaggiari                               | PCI-PSI                                           |                                                                | Partito Comunista Italiano poi Partito Democratico della Sinistra | 14 giugno 1991                                    | Elezione 1990                                     | 23 aprile 1995                                    |                                                   |
| Sindaci eletti direttamente dai cittadini (dal 1995) |                                                   |                                                   |                                                                |                                                                   |                                                   |                                                   |                                                   |                                                   |
| Nominativo                                           | Nominativo                                        | Partito                                           | Partito                                                        | Coalizione                                                        | Coalizione                                        | Mandato                                           | Mandato                                           | Elezione                                          |
| Nominativo                                           | Nominativo                                        | Partito                                           | Partito                                                        | Coalizione                                                        | Coalizione                                        | Inizio                                            | Fine                                              | Elezione                                          |
|                                                      | Antonella Spaggiari                               |                                                   | Partito Democratico della Sinistra poi Democratici di Sinistra |                                                                   | PDS-PPI-AD-FdV                                    | 23 aprile 1995                                    | 13 giugno 1999                                    | Elezione 1995                                     |
|                                                      | Antonella Spaggiari                               | DS-Dem-PPI-SDI-PdCI-FdV                           | Partito Democratico della Sinistra poi Democratici di Sinistra | 13 giugno 1999                                                    | 14 giugno 2004                                    | Elezione 1999                                     |                                                   |                                                   |
|                                                      | Graziano Delrio                                   |                                                   | Democrazia è Libertà - La Margherita                           |                                                                   | DS-DL-PdCI-PRC-FdV                                | 14 giugno 2004                                    | 6 giugno 2009                                     | Elezione 2004                                     |
|                                                      | Graziano Delrio                                   | Partito Democratico                               |                                                                | PD-IdV-SEL-FdV                                                    | 6 giugno 2009                                     | 3 giugno 2013                                     | Elezione 2009                                     |                                                   |
|                                                      | Ugo Ferrari (Vicesindaco f.f.)                    |                                                   | Partito Democratico                                            | PD-IdV-SEL-FdV                                                    | 3 giugno 2013                                     | 5 giugno 2014                                     | Elezione 2009                                     |                                                   |
|                                                      | Luca Vecchi                                       |                                                   | Partito Democratico                                            |                                                                   | PD-SEL                                            | 5 giugno 2014                                     | 11 giugno 2019                                    | Elezione 2014                                     |
|                                                      | Luca Vecchi                                       | PD-FdV-+E-Art. 1                                  | Partito Democratico                                            | 11 giugno 2019                                                    | 21 giugno 2024                                    | Elezione 2019                                     |                                                   |                                                   |
|                                                      | Marco Massari                                     |                                                   | Indipendente                                                   |                                                                   | PD-M5S-EV-L. civiche                              | 21 giugno 2024                                    | in carica                                         | Elezione 2024                                     |